# Ronald Fraser (Historiker)
Ronald Angus Fraser (* 9. Dezember 1930 in Hamburg; † 10. Februar 2012 in Valencia) war ein britischer Historiker, der sich insbesondere mit der Geschichte Spaniens befasste und maßgeblich dazu beitrug, die sogenannte Oral History als eigenständige Methode der Geschichtswissenschaft zu etablieren.

## Leben
Fraser, Sohn eines schottischen Vaters und einer US-amerikanischen Mutter, verbrachte seine früheste Kindheit in Hamburg, wo sein Vater bei einer Reederei beschäftigt war. Nach der Machtergreifung durch die NSDAP verließ die Familie Deutschland und ließ sich in Burghfield in Berkshire nieder, wo sie mit dem Erbe der Mutter ein Herrenhaus gekauft hatte. Nach der Scheidung der Eltern lebte Fraser bei seiner Mutter, die in zweiter Ehe mit einem neuseeländischen Arzt, und nach dessen unerwartetem Tod mit einem Bomberpiloten der Royal Air Force verheiratet war.
Nach dem Besuch der örtlichen Vorschule und von öffentlichen Schulen arbeitete er nach der Ableistung des Wehrdienstes für einige Zeit Mitte der 1950er Jahre bei der Nachrichten- und Presseagentur Reuters. Bereits zu dieser Zeit empfand er großes Interesse an Spanien, das durch die Lektüre der Bücher des Historikers Gerald Brenan ausgelöst wurde, der später ein enger Freund von ihm wurde.
1957 reiste er nach dem Tode seiner Mutter nach Andalusien, und fand die dortige Landwirtschaft auf einem Niveau vor dem Bürgerkrieg. Die Stadt Mijas, in der er lebte, hatte sich langsam von den Kriegsereignissen erholt. Während seines Aufenthalts lernte er den jungen französischen Sozialphilosophen und Journalisten André Gorz kennen, der kurz zuvor das autobiografisch und philosophietheoretische Buch Le traître veröffentlicht hatte. Durch die Beziehung zu Gorz, der zu der Zeit als Journalist bei der Zeitschrift L’Express tätig war, kam Fraser nach Paris. Dort trat er in den Kontakt zur politischen Linken, und wurde durch die Ideen von Jean-Paul Sartre und dessen Umfeld zu einem überzeugten Sozialisten.
1963 vermittelte Gorz ihm den Kontakt zu Journalisten der Zeitschrift New Left Review, der einflussreichsten Publikation der Neuen Linken in Großbritannien. Fraser wurde wirtschaftlicher Manager des Magazins, das sich zu dem Zeitpunkt im Wandel befand. Daneben war er an der Auflage von politischen Büchern der Neuen Linken im Verlag Verso beteiligt.
Außerdem leistete er Pionierarbeit auf dem Gebiet der Befragung einfacher Menschen aus der Arbeiterklasse und beschrieb danach, noch vor den Interviews von Studs Terkel in The Studs Terkel Program, deren Arbeitswelt und was diese für deren Leben bedeutete. Eine zu der Zeit einmalige Zusammenfassung dieser Interviews wurde 1968 unter dem Titel Work: Twenty Personal Accounts vom Verlag Penguin Books veröffentlicht.
1979 erschien sein bekanntestes Werk Blood of Spain, eine unvergleichliche Darstellung des Spanischen Bürgerkrieges, die behutsam aus Interviews mit Teilnehmern beider Seiten konstruiert wurde. Durch die Durchführung der Interviews mit einer beständigen und stets höflichen Stimme, trug dieses Buch maßgeblich dazu bei, die sogenannte Oral History als eigenständige Methode der Geschichtswissenschaft zu etablieren, die auf dem Sprechenlassen von Zeitzeugen basiert.
In seiner Autobiografie In Search of a Past (1984) beschrieb er seine eigene Kindheit und die ihn betreuende umfangreiche Dienerschaft im elterlichen Herrenhaus, das er nach Amnersfield in Hampshire verlegte.
Sein letztes Werk Napoleon’s Cursed War (2008), eine lehrbuchartige Rekonstruktion der napoleonischen Kriege auf der Iberischen Halbinsel, folgte ebenfalls dem Prinzip der Oral History, wenngleich er hier gezwungen war, tiefgründige Nachforschungen in Archiven durchzuführen, um die Aussagen und Handlungen einfacher Menschen zu finden.

## Schriften (Auswahl)
- Work, 1969, ISBN 9780140210170
- In Hiding: The Life of Manuel Cortes. Pantheon Books, New York 1972. (Neuauflage: Allen Lane, London 2010, ISBN 978-1-84467-596-8). Siehe Manuel Cortés Quero
  - Im Versteck. Deutsch von Teja Schwaner. Reinbek (bei Hamburg) : Rowohlt, 1972.
- The pueblo. A mountain village on the Costa del Sol, 1973, ISBN 9780713905823
- Tajos. The story of a village on the Costa del Sol, 1973, ISBN 9780394480022
- Blood of Spain. An oral history of the Spanish civil war, 1979, ISBN 0394738543
- In Search of a Past. The Manor House, Amnersfield, 1933–1945, 1984, ISBN 9780860918004
- Mijas. República, guerra y Franquismo en un pueblo andaluz, 1985, ISBN 8485855329
- 1968. A Student Generation in Revolt, 1988, ISBN 9780394545998
- Recuerdalo Tu y Recuerdalo a Otros - Historia Oral de La Guerra Civil Espanola, 2001, ISBN 9788484322467
- Napoleon's Cursed War. Popular Resistance in the Spanish Peninsular War, 2008, ISBN 9781844670826